# QV66
QV66 es la tumba de Nefertari, Gran Esposa Real de Ramsés II. 
Descubierta en 1904 por Ernesto Schiaparelli y restaurada [cita requerida] en 1922 por Paolo Mora, está en el Valle de las Reinas. Es la más bella de las tumbas descubiertas, con unas pinturas muy bien conservadas, con Nefertari representada repetidamente. Sobre sus paredes se encuentra una poesía dedicada a la reina por Ramsés: Mi amor es único, no puede tener rival; ella es la mujer más bella que ha vivido. Cuando pasa roba mi corazón y se lo lleva. Saqueada en la antigüedad, la tumba se encontraba vacía cuando Schiaparelli la encontró, aparte algunos fragmentos de cofres, de la tapa del sarcófago y unas sandalias de palma.
Difiere de las tumbas de las otras reinas, normalmente más sencillas y provistas tan solo de la cámara funeraria, y más bien se inspira en los entierros faraónicos del cercano Valle de los Reyes. Construida en dos alturas, tras descender unas escaleras se llega a la antecámara; las pinturas describen el viaje al más allá de la reina, cuya momia está pintada sobre un lecho protegido por Neftis e Isis, mientras que sobre las paredes occidental y septentrional pueden verse ilustraciones y textos del capítulo 17 del "Libro de los Muertos", el que se refiere a la regeneración del difunto. 

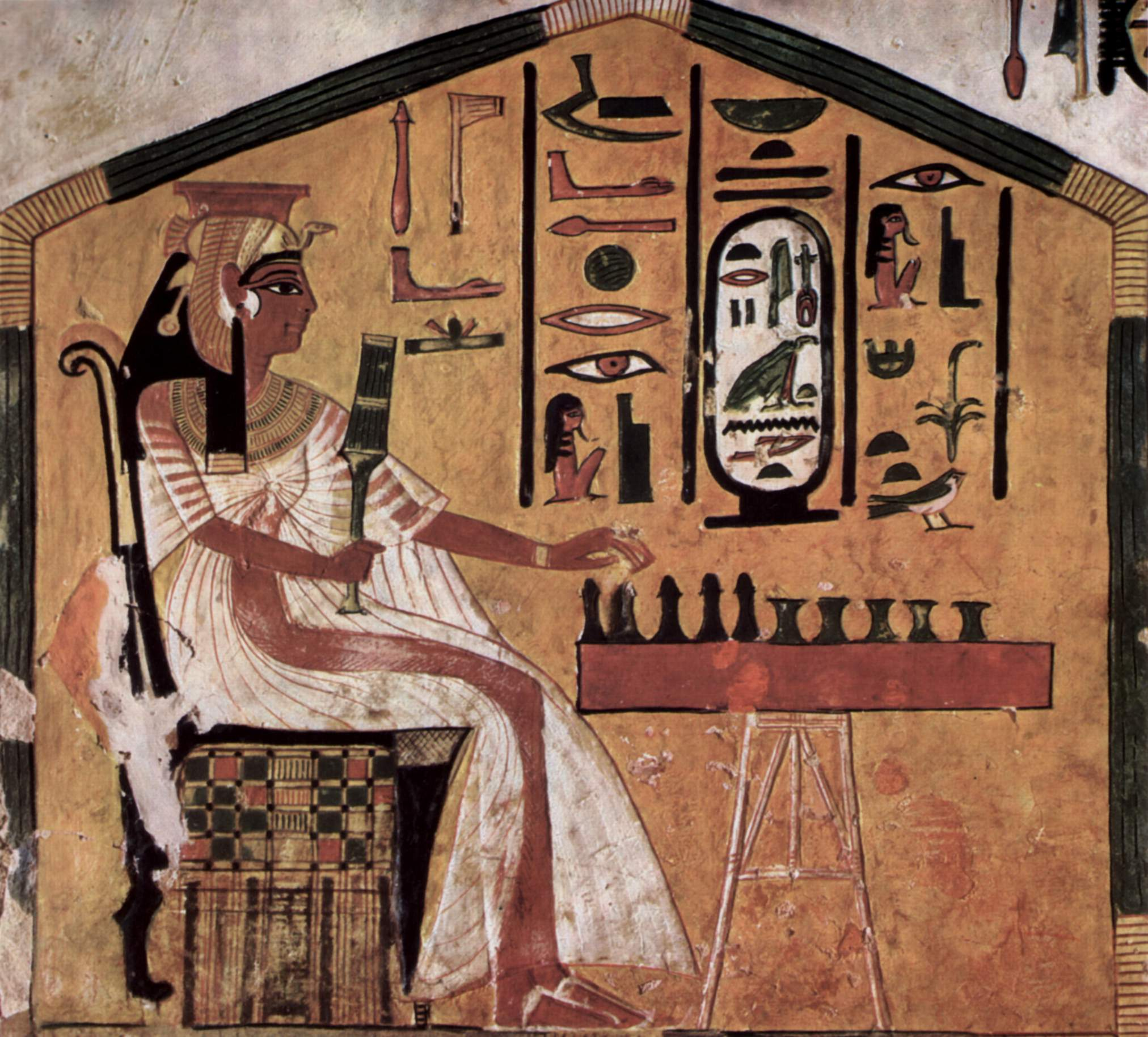
Nefertari jugando al senet.

A continuación comienzan dos escaleras con una rampa central (para bajar el sarcófago) que descienden a la cámara funeraria. En el dintel, la diosa Uadyet, con forma de cobra preparada para atacar, guarda la entrada. En las paredes de la escalera, Nefertari desciende entre dioses a los que ofrece vino. La cámara, sostenida por cuatro columnas, tiene en su entrada al dios Anubis en forma de chacal sentado, y el techo representa la bóveda celeste, tachonada de estrellas doradas sobre fondo azul oscuro que confluyen sobre el sarcófago. En las columnas, tres de sus lados ofrecen representaciones de la reina ante distintos dioses que la reciben en el reino de Osiris, y el cuarto, el orientado hacia el sarcófago, el pilar djed, símbolo de Osiris relacionado con el concepto de "estabilidad". En las paredes continúa la representación del viaje del espíritu de la reina a través del inframundo, y en una de ellas están las puertas del reino de Osiris, protegidas por genios armados que debe apaciguar pronunciando las fórmulas adecuadas. 

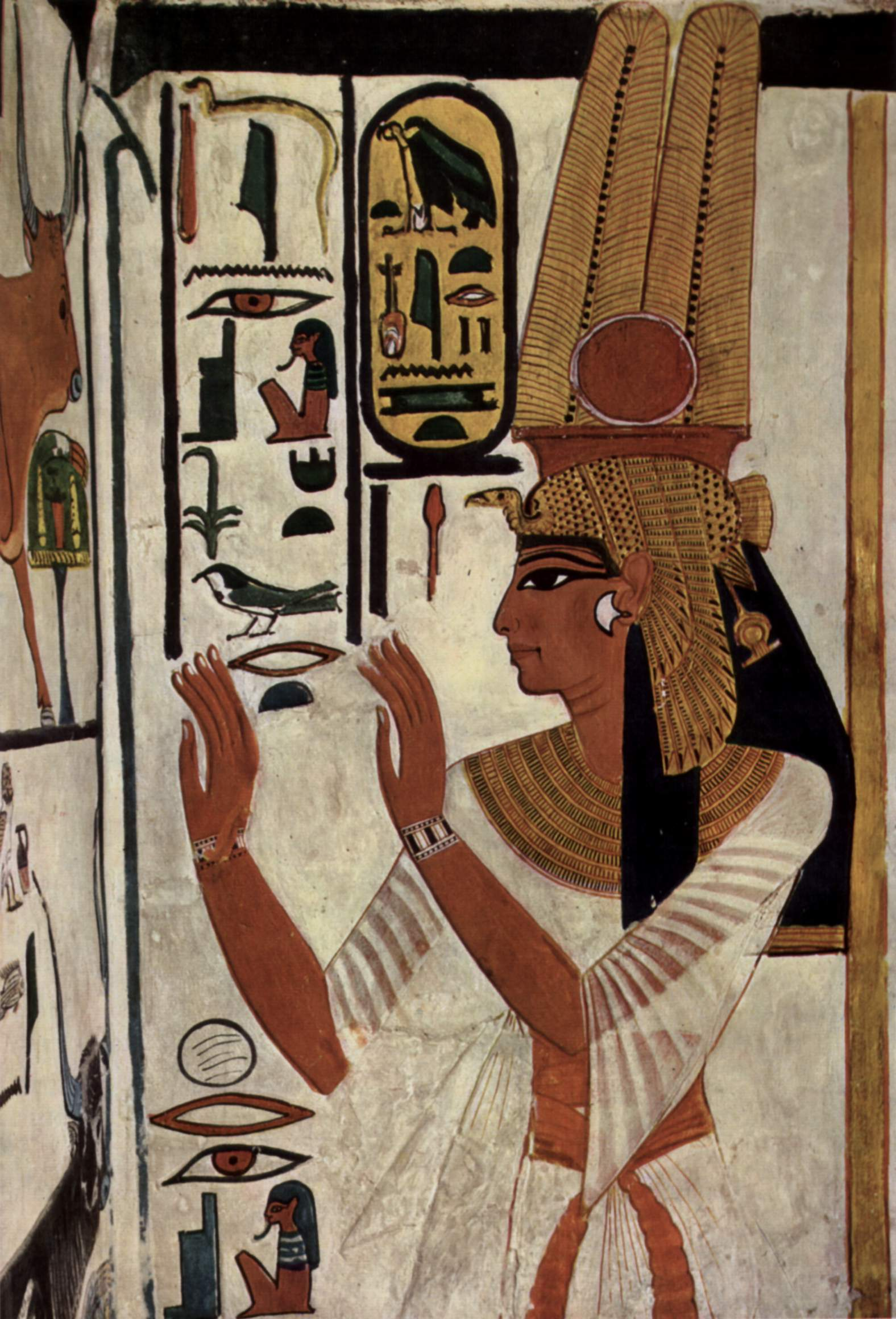
Nefertari con la corona del buitre y dos altas plumas que la identifica como gran esposa real.

La cámara dispone de tres anexos, cuya finalidad era depositar las ofrendas (víveres, perfumes,..) que la difunta necesitaría en el otro mundo, y un hueco en la pared para los vasos canopes. La pared meridional del primer anexo lateral se adorna con una escena del capítulo 148 del Libro.
Las pinturas son de vivos colores, y el rostro de la reina tiene relieve, por vez primera en Egipto: rubor en las mejillas, trazos negros en el cuello y las comisuras de la boca, la hacen parecer viva, en contraste con el hieratismo oficial de las diosas que la rodean.

## Conservación y restauración

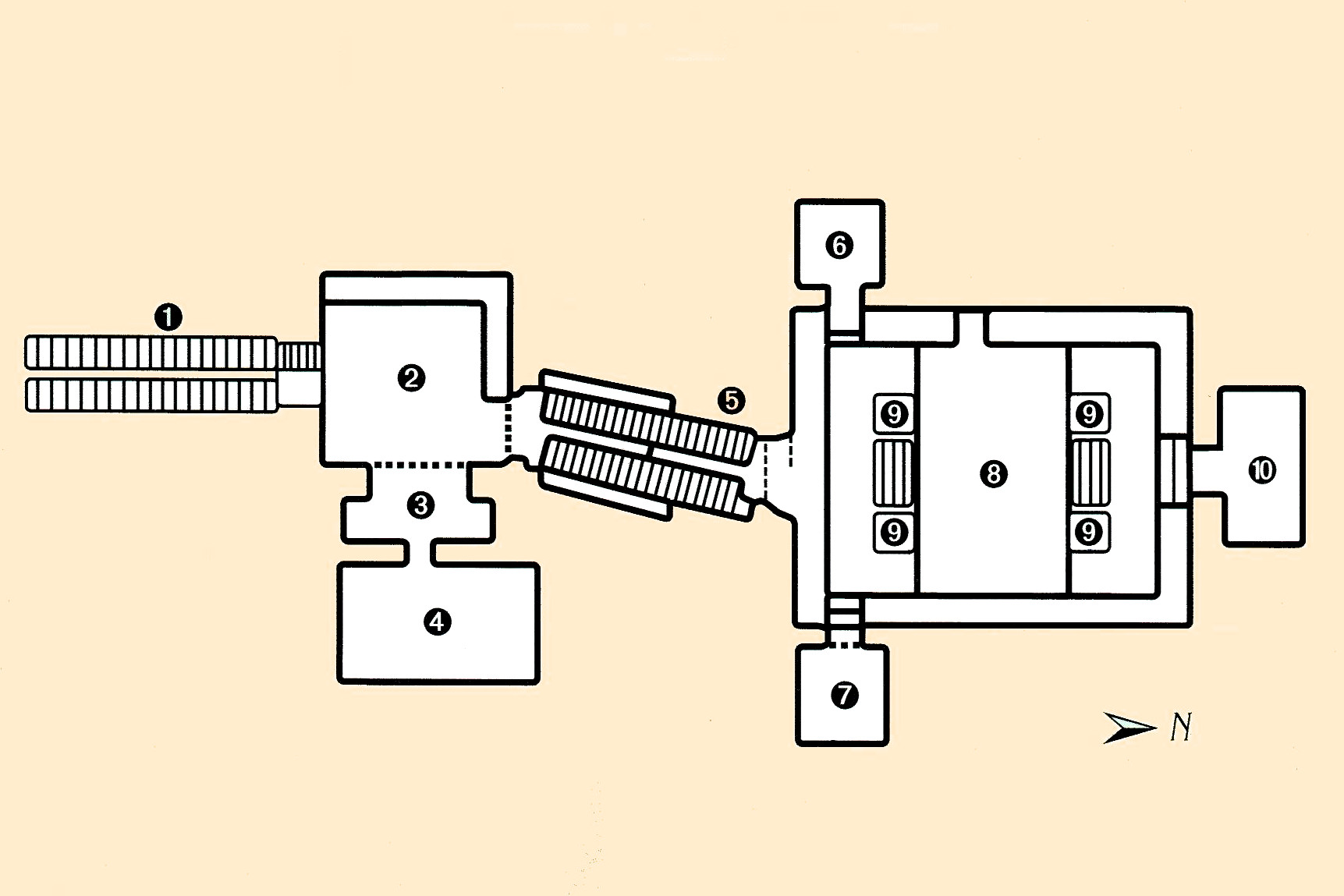
Plano de la tumba de Nefertari. 1 = Escalera de acceso; 2 = Sala 1; 3 = Sala 2; 4 = Sala 3; 5 = Escalera interior; 6 = Sala 4; 7 = Sala 5; 8 = Sala 6 del sarcófago; 9 = Pilares; 10 = Sala 7 cella

La sal de roca, constituida principalmente por cloruro de sodio, es el principal responsable de los daños sufridos por la tumba. El Servicio de Antigüedades egipcias llevó a cabo distintas campañas entre 1934 y 1977 para frenar la degradación de la misma, sin resultados apreciables. La tumba fue cerrada al público en 1950 a causa de los diversos problemas que amenazaban a las pinturas, que se consideran las mejor conservadas entre las tumbas egipcias. 
En 1987, un equipo internacional estudió los problemas, localizando las zonas dañadas, analizando los pigmentos, enlucidos, sales y colores. Las restauraciones comenzaron en 1988 y finalizaron en 1992.
En 1995, la tumba estuvo abierta al público para un número limitado de visitantes diarios. Después se cerró de nuevo, siendo accesible con el abono de un derecho de acceso que debe pagarse a una caja del Consejo supremo de las Antigüedades egipcias, especialmente dedicada a la restauración y a la conservación de los monumentos. 
En marzo de 2024 la tumba se ha vuelto a cerrar al público, sin que se conozca la fecha de su apertura de nuevo.